# 1,2-Bis(diphenylphosphino)ethan
Bis(diphenylphosphino)ethan ist eine organische Verbindung. Sie wird als Ligand für katalytisch aktive Komplexe eingesetzt.

## Darstellung
Dppe kann aus der Reaktion zwischen Chlordiphenylphosphan, 1,2-Dibromethan und metallischem Natrium hergestellt werden. Hierbei wird zunächst Chlordiphenylphosphan durch Natrium metalliert. Die gebildete Spezies greift dann nukleophil am Bromalkan an. Als Nebenprodukte entstehen Natriumbromid und Natriumchlorid.
{\displaystyle \mathrm {2\ Ph_{2}PCl+CH_{2}Br{-}CH_{2}Br+4\ Na\longrightarrow } } {\displaystyle \mathrm {Ph_{2}PCH_{2}{-}CH_{2}PPh_{2}+2\ NaBr+2\ NaCl} }
Synthese von dppe. Ph = Phenyl

## Verwendung
Dppe wird als zweizähniger Chelatligand in der homogenen Übergangsmetallkatalyse eingesetzt, wobei die beiden Phosphoratome am eingesetzten Metall koordinieren.